# 重甲戰隊系列
《重甲戰隊系列》為日本東映製作的特攝TV連續劇，別名又稱作重甲戰隊二部作。在東映特攝作品裡是在《宇宙刑事系列》与《救援警察系列》后的第三个系列人氣作品。
系列分為《重甲戰隊》、《超重甲戰隊》两部曲。「以昆虫为原型」 、「使用昆虫型变身器变身」、「以‘重甲’‘超重甲’为变身口号」等在當時來說是非常嶄新且劃時代的作品，對往後的特攝作品留下了深遠的影響。

## 系列构成
《重甲戰隊》（重甲ビーファイター）
1995年2月5日，1996年2月25日每周星期日8 : 00 - 8 : 30（JST）由朝日电视台放送，全53话，由东映制作的特摄电视节目，以及在作品中主人公们变身的英雄的名称。为《金属英雄系列》的第14部作品与《重甲戰隊系列》的第1部作品。
《超重甲戰隊》（ビーファイターカブト）
1996年3月3日，1997年2月16日开始每周星期日8点至8点30分（JST）由朝日电视台放送，全50话，由东映制作的特摄电视节目。是《金属英雄系列》的第15部作品与《重甲戰隊系列》的第2部作品。

## 关联作品

### 后作
《铁甲小宝》
1997年2月23日，1998年3月1日于日本朝日电视台播放的全52集特摄电视剧。该剧是日本金属英雄系列的第16个作品，东映为主要制作方。引进后译名定为铁甲小宝。
原设定为《重甲戰隊系列》第三作，是《金属英雄系列》第1部儿童向特摄剧。
在其剧场版中前两作《重甲戰隊系列》的主角战士以玩偶有意识化登场。